# Augsburg-Thelottviertel

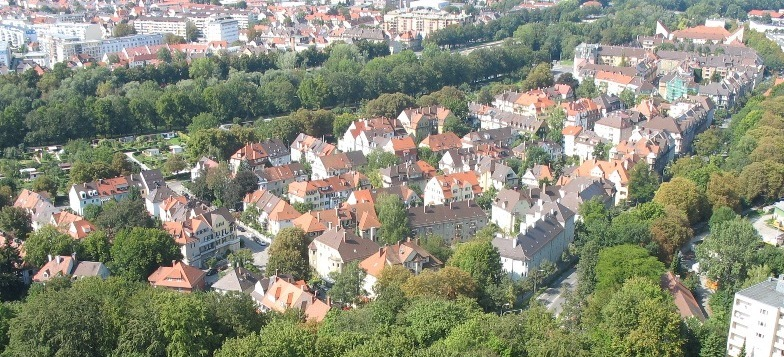
Das Thelottviertel vom Hotelturm aus fotografiert mit Wertach und Rosenaustraße.

Das Thelottviertel ist ein Stadtteil von Augsburg. Zusammen mit dem Rosenauviertel bildet es den Stadtbezirk 15 Rosenau- und Thelottviertel, der mit seinen etwa 3000 Einwohnern zum Planungsraum Pfersee gehört.
Der Name des Thelottviertels geht auf die in Augsburg ansässige Goldschmiedfamilie Thelott zurück.

## Städtebauliche Bedeutung
Das Thelottviertel gilt als erste „Gartenstadt“ Deutschlands. Die Bezeichnung wurde vom britischen Stadtplaner Ebenezer Howard geprägt. Er verfolgte mit seiner Idee der „Gartenstadt“ vor allem sozialreformerische Gedanken.
Auf trockengelegtem Auengebiet wurde – für die damalige Zeit neuartig – eine Kolonie aus Einfamilienhäusern angelegt, die mit großzügigen Vor- und Hauptgärten und begrünten Hofflächen ausgestattet waren. Zweckmäßigkeit, ansprechende Form und vertretbare Baukosten waren die Forderungen für die in Zentrumsnähe liegenden Eigenheime.
Von 1907 bis 1929 wurden 106 Einfamilienhäuser errichtet, die meisten in Reihenbauweise. Außerdem entstanden 76 (Mehrfamilien-)Miets- und Geschäftshäuser.
Die städtebauliche Konzeption der damaligen „Buchegger'schen Einfamilienhäuser-Colonie“ beruhte auf gestalteter Wegführung und abwechslungsreicher Situierung der einzeln stehenden oder zu kleinen Baugruppen zusammengefassten Wohnhäuser. Sie wurde schon von zeitgenössischen Experten als vorbildlich gewürdigt.

## Architekten
Das Thelottviertel wurde in den Jahren 1905 bis 1929 vom Architekten Sebastian Buchegger als erste Gartenvorstadt Deutschlands geplant und gebaut. Unter dem Eindruck des Mangels an zeitgemäßen Kleinwohnungen in Augsburg erschloss Buchegger das Areal zwischen Hauptbahnhof und Wertach auf eigene Kosten.
An seiner Seite arbeitete der Architekt Heinrich Sturzenegger (* 31. August 1881 in Ebnat; † 10. Dezember 1961 in Augsburg). Er war von 1906 bis 1914 Mitarbeiter im Augsburger „Architektur- und Baubüro Sebastian Buchegger“. Seine Hauptaufgabe war neben der Mitarbeit an der Projektierung vor allem die Durchführung der Baumaßnahmen.

## Sonstiges
Eines der ersten fertiggestellten Gebäude war die Lenzhalde, damals wie heute Gaststätte und Hotel. Sie diente der Verpflegung und Unterbringung der Bauarbeiter.
Die Bombenangriffe des Zweiten Weltkriegs überstand das Thelottviertel trotz seiner Nähe zum Hauptbahnhof nahezu unbeschadet. Mittlerweile stehen die meisten der historischen Gebäude unter Ensemble- oder Denkmalschutz, darunter auch das ehemalige Wohnhaus der Familie Buchegger, in dem sich seit 1995 das Architekturmuseum Schwaben befindet.
Die Architekten Buchegger und Sturzenegger sind Gründungsmitglieder der Augsburger Künstlervereinigung „Die Ecke“.

## Bilder aus dem Thelottviertel

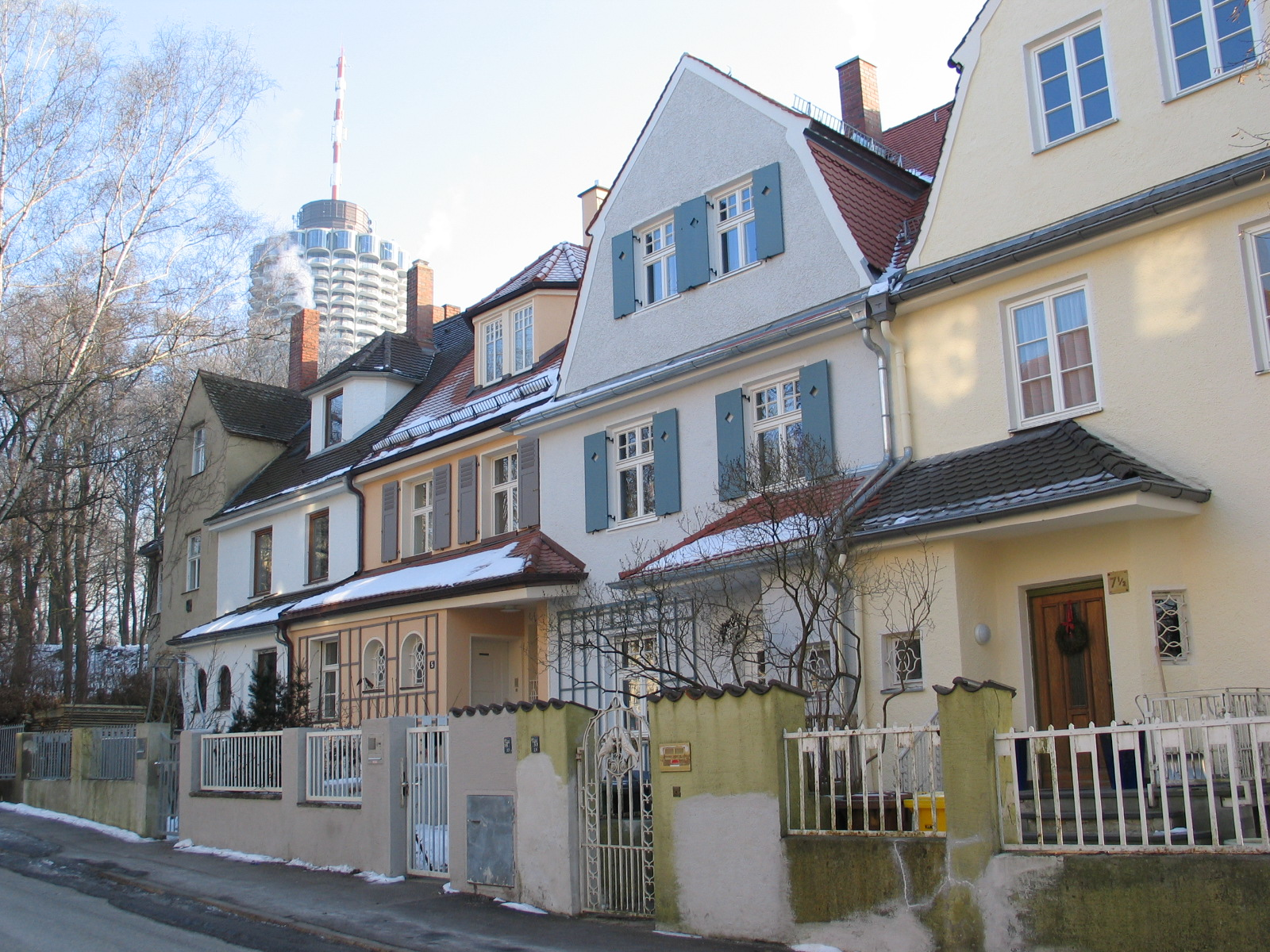
Typische Architektur im Thelottviertel (im Hintergrund der Hotelturm)
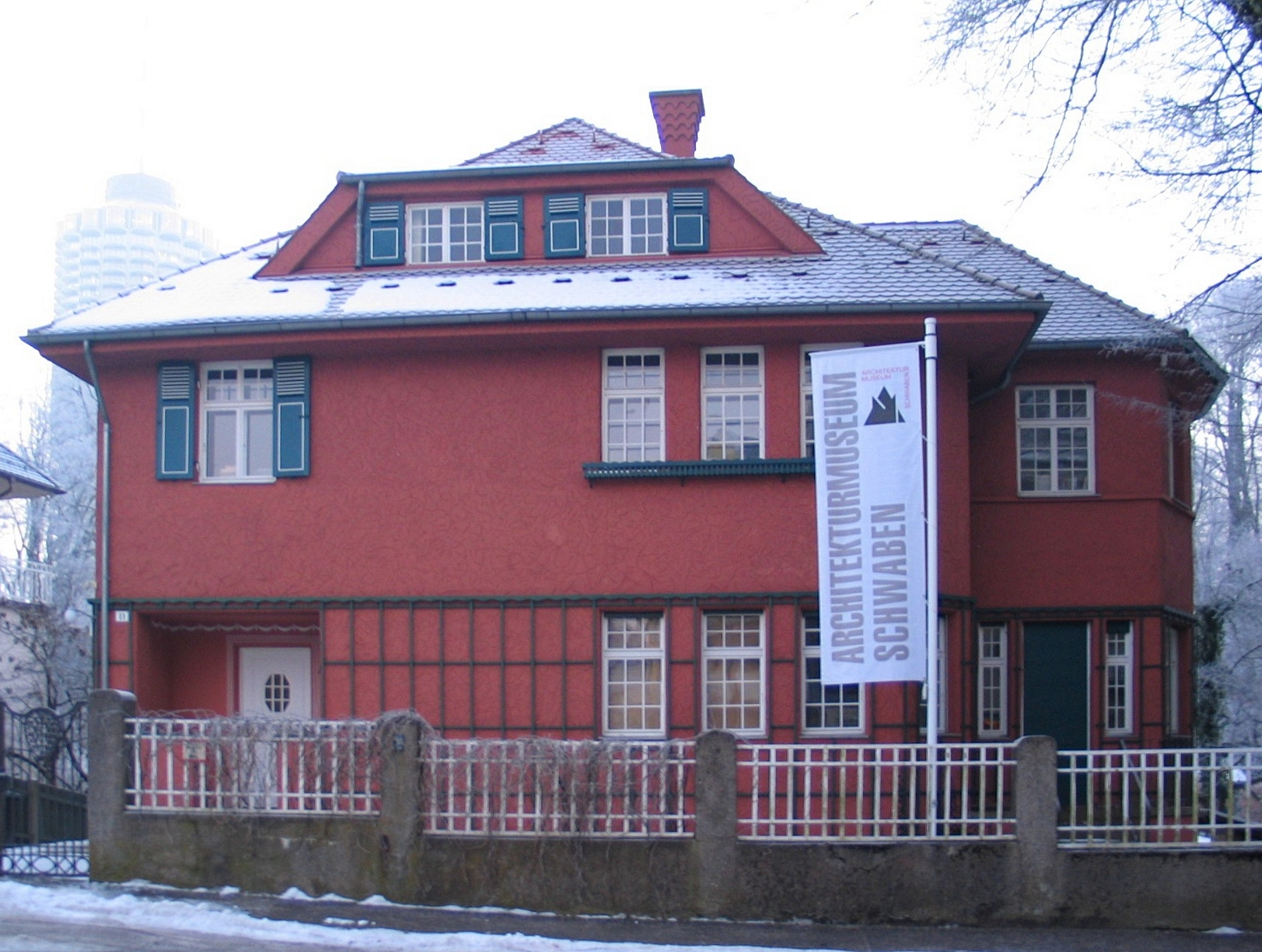
Architekturmuseum Schwaben in der alten Buchegger-Villa
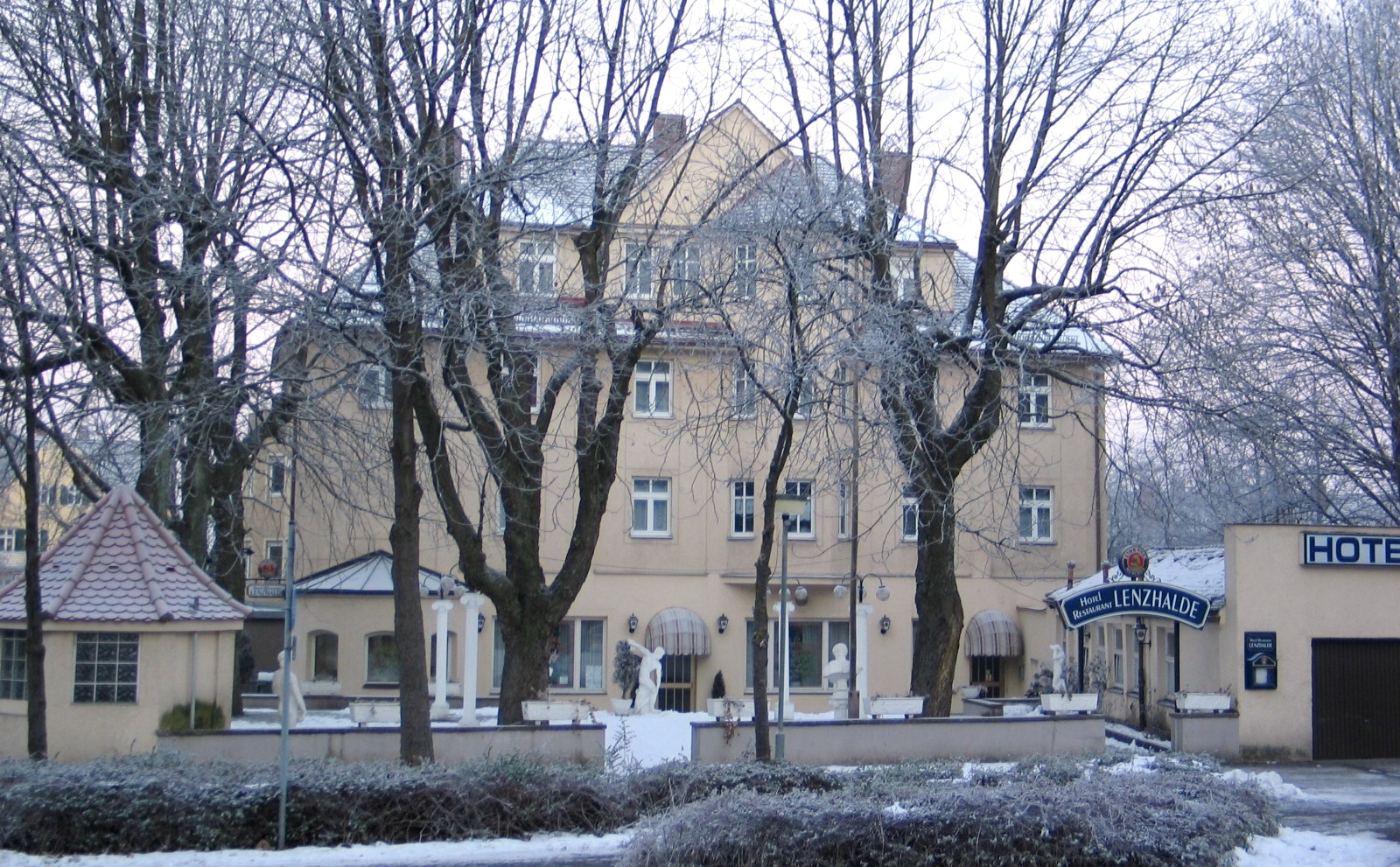
Die „Lenzhalde“, eines der ersten im Thelottviertel errichteten Gebäude
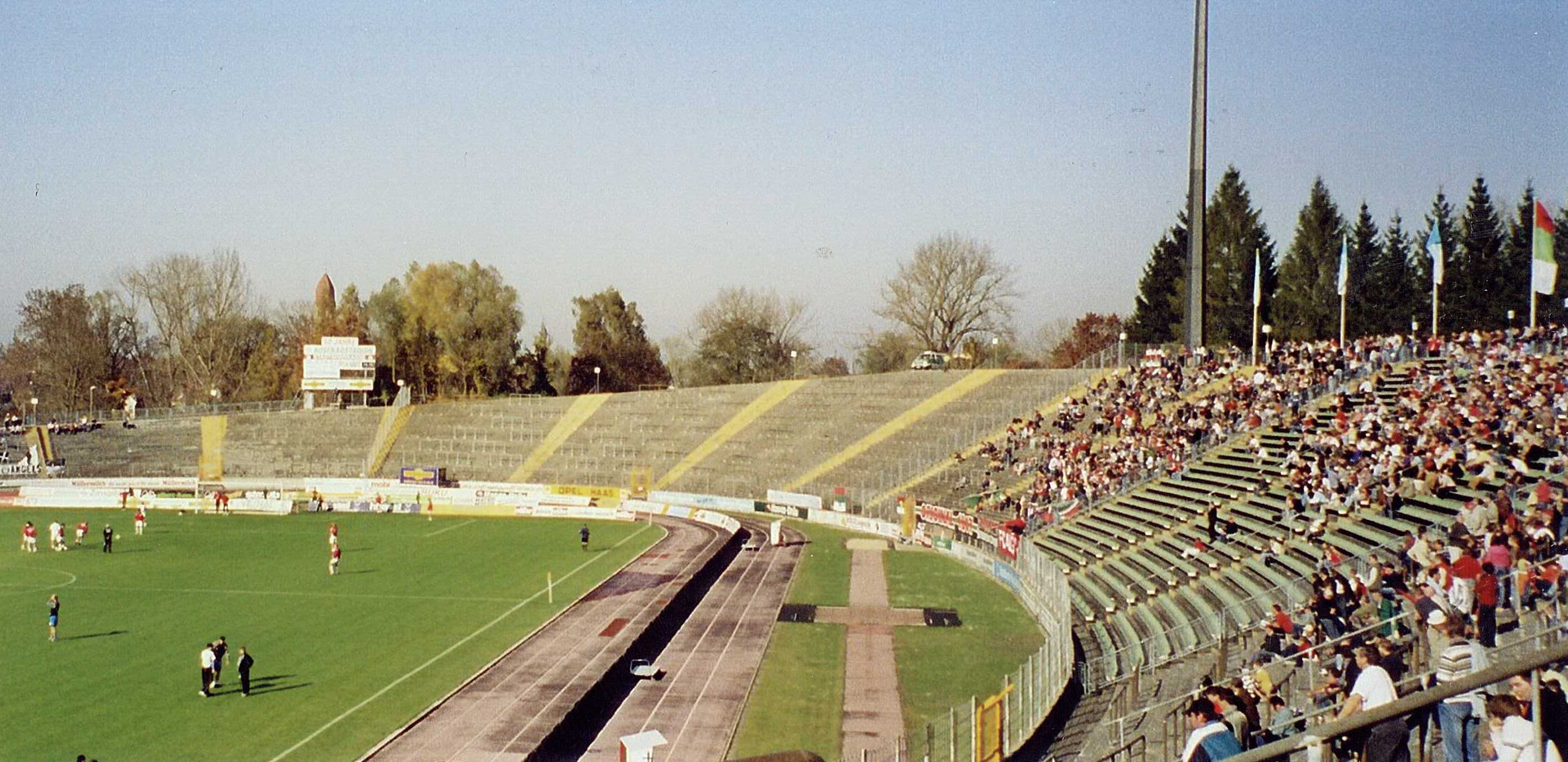
Das Rosenaustadion ist dem Thelottviertel benachbart